# Адміністративний устрій Погребищенського району
Адміністративний устрій Погребищенського району — адміністративно-територіальний поділ Погребищенського району Вінницької області на 1 міську та 26 сільських рад, які об'єднують 60 населених пунктів та підпорядковані Погребищенській районній раді. Адміністративний центр — місто Погребище.

## Список радПогребищенського району
| №  | Назва                        | Центр          | Населені пункти                                  | Площа км² | Місце за площею | Населення (2001), чол. | Місце за населенням |
| -- | ---------------------------- | -------------- | ------------------------------------------------ | --------- | --------------- | ---------------------- | ------------------- |
| 1  | Погребищенська міська рада   | м. Погребище   | м. Погребище                                     |           |                 |                        |                     |
| 2  | Адамівська сільська рада     | с. Адамівка    | с. Адамівка с-ще Погребище Перше                 |           |                 |                        |                     |
| 3  | Андрушівська сільська рада   | с. Андрушівка  | с. Андрушівка с. Паріївка с-ще Філютка           |           |                 |                        |                     |
| 4  | Бабинецька сільська рада     | с. Бабинці     | с. Бабинці с. Бистрик                            |           |                 |                        |                     |
| 5  | Білашківська сільська рада   | с. Білашки     | с. Білашки с. Вишнівка с. Смаржинці              |           |                 |                        |                     |
| 6  | Борщагівська сільська рада   | с. Борщагівка  | с. Борщагівка с. Скибинці                        |           |                 |                        |                     |
| 7  | Гопчицька сільська рада      | с. Гопчиця     | с. Гопчиця                                       |           |                 |                        |                     |
| 8  | Дзюньківська сільська рада   | с. Дзюньків    | с. Дзюньків                                      |           |                 |                        |                     |
| 9  | Довгалівська сільська рада   | с. Довгалівка  | с. Довгалівка                                    |           |                 |                        |                     |
| 10 | Збаржівська сільська рада    | с. Збаржівка   | с. Збаржівка с. Обозівка с. Травневе             |           |                 |                        |                     |
| 11 | Левківська сільська рада     | с. Левківка    | с. Левківка с. Ординці                           |           |                 |                        |                     |
| 12 | Мончинська сільська рада     | с. Мончин      | с. Мончин с-ще Григорівка с. Сопин               |           |                 |                        |                     |
| 13 | Морозівська сільська рада    | с. Морозівка   | с. Морозівка с. Бухни                            |           |                 |                        |                     |
| 14 | Новофастівська сільська рада | с. Новофастів  | с. Новофастів с. Бурківці                        |           |                 |                        |                     |
| 15 | Очеретнянська сільська рада  | с. Очеретня    | с. Очеретня с. Довжок с-ще Погребище Друге       |           |                 |                        |                     |
| 16 | Павлівська сільська рада     | с. Павлівка    | с. Павлівка с. Круподеринці                      |           |                 |                        |                     |
| 17 | Педосівська сільська рада    | с. Педоси      | с. Педоси с. Малинки                             |           |                 |                        |                     |
| 18 | Плисківська сільська рада    | с. Плисків     | с. Плисків                                       |           |                 |                        |                     |
| 19 | Розкопанська сільська рада   | с. Розкопане   | с. Розкопане                                     |           |                 |                        |                     |
| 20 | Саражинецька сільська рада   | с. Саражинці   | с. Саражинці с. Попівці с. Кур'янці с. Юнашки    |           |                 |                        |                     |
| 21 | Сніжнянська сільська рада    | с. Сніжна      | с. Сніжна с. Задорожнє с. Озерна                 |           |                 |                        |                     |
| 22 | Спичинецька сільська рада    | с. Спичинці    | с. Спичинці с. Васильківці                       |           |                 |                        |                     |
| 23 | Станилівська сільська рада   | с. Станилівка  | с. Станилівка с. Талалаї                         |           |                 |                        |                     |
| 24 | Старостинецька сільська рада | с. Старостинці | с. Старостинці с. Іваньки с. Ліщинці             |           |                 |                        |                     |
| 25 | Надроссянська сільська рада  | с. Надросся    | с. Надросся с. Булаї                             |           |                 |                        |                     |
| 26 | Черемошненська сільська рада | с. Черемошне   | с. Черемошне с. Веселівка с. Кулешів с. Степанки |           |                 |                        |                     |
| 27 | Ширмівська сільська рада     | с. Ширмівка    | с. Ширмівка с. Свитинці с. Соснівка              |           |                 |                        |                     |

Скорочення: м. — місто, с. — село, смт — селище міського типу, с-ще — селище